# Hlavní strana
Právnická fakulta Masarykovy univerzity (PrF MU) je jedna z deseti fakult Masarykovy univerzity. Založena byla spolu s celou univerzitou v Brně roku 1919, v meziválečném období se proslavila školou normativní teorie práva, v roce 1950 byla zrušena. K obnovení právnické fakulty mohlo dojít na základě změněné politické situace během pražského jara, příslušné vládní nařízení bylo ovšem vydáno až v roce 1969. Právnickou fakultu MU při slavnostních příležitostech typu imatrikulace nebo promoce symbolizují akademické insignie, a to žezlo Právnické fakulty z roku 1938, na jehož hlavici je alegorická postava Spravedlnosti s mečem, a řetěz děkana Právnické fakulty z roku 1936.
- … trnohřbet obrněný (na obrázku) si pro vydávané zvuky vysloužil anglické jméno „stará manželka“ („old wife“)?
- … metro v Káhiře bylo otevřeno v roce 1987 jako první podzemní dráha na africkém kontinentu?
- … Extrémně velký dalekohled, který se buduje na chilské hoře Cerro Armazones, má plánovaný průměr hlavního zrcadla 39 metrů?
- … mrakodrapy v newyorské lokalitě Billionaires' Row se vyznačují rekordním poměrem výšky k šířce?

- Články podle témat
- Čas
- Dorozumívání
- Geografie
- Historie
- Informace
- Kultura
- Lidé
- Matematika
- Politika
- Právo
- Příroda
- Rekordy
- Společnost
- Sport
- Technika
- Umění
- Věda
- Vojenství
- Vzdělávání
- Zdravotnictví
- Život
- Seznamy

- Hlavní témata
- Historie
- Geografie
- Příroda
- Doprava
- Lidé
- Kultura
- Náboženství
- Sport

- O nás
- Česká Wikipedie
- Diskuse o Wikipedii
- Spolek Wikimedia ČR
- Kontakt
- Jak citovat Wikipedii

- Pomozte vylepšit
- Často čtené texty nižší kvality
- Další nedodělané články
- Chybějící články

- Podpora
- Úvod pro nováčky
- Řekněte si o pomoc
- Zdroje informací
- Často kladené otázky
- Časté chyby

Havajské ostrovy z Mezinárodní vesmírné stanice. Shora zleva po diagonále vpravo: Kauai, Oahu,  čtveřice Molokai, Lanai, Kahoolawe a Maui a největší Havaj
- Válka na Ukrajině (časová osa)
- Válka Izraele s Hamásem (časová osa)
- Ofenzíva M23
- HMS v atletice
- Miami Open

18. března – úterý
 Izrael spustil operaci Síla a meč a po dvouměsíčním klidu zbraní obnovil útoky na cíle v pásmu Gazy.
16. března – neděle
 Při požáru hudebního klubu v Kočani v Severní Makedonii zemřelo 59 lidí.
11. března – úterý
 Bývalý filipínský prezident Rodrigo Duterte byl zatčen na letišti v Manile a vydán Mezinárodnímu trestnímu soudu.
9. března – neděle
 Mark Carney byl zvolen předsedou Liberální strany Kanady a stane se tak novým kanadským premiérem.
8. března – sobota
 Česká filmová a televizní akademie na slavnostním ceremoniálu Českého lva 2024 předala ceny. Nejlepším celovečerním filmem se staly Vlny.
Pří střetech mezi syrskými vládními silami a silami bývalého režimu v provinciích Latákie a Tartús bylo zabito 700 alavitských civilistů.
6. března – čtvrtek
 Poslanecká sněmovna Parlamentu České republiky schválila smlouvu se Svatým stolcem.
 Soukromá sonda Nova-C Athena přistála na povrchu Měsíce.
- Nedávná úmrtí
- Štefan Kvietik (90)
- George Foreman (76)
- Jaroslav Čejka (81)
- Vitold Fokin (92)
- Eddie Jordan (76)
- Jaroslav Vostrý (94)
- John Hemingway (105)
- Tomáš Klouček (45)
- Andrej Lazarov (25)
- Émilie Dequenneová (43)
- Rob de Nijs (82)
- Jesse Colin Young (83)
- Peter Bichsel (89)
- Dag Solstad (83)

- 1765 – Král Jiří III. odsouhlasil kolkový zákon, který uvalil daň na anglické kolonie v Americe.
- 1945 – Druhá světová válka: Americké letectvo podniklo nálet na rafinérii v Kralupech nad Vltavou. Při bombardování zemřelo kolem 250 lidí a dvě třetiny domů ve městě byly zničeny nebo těžce poškozeny.
- 1945 – Protektorát Čechy a Morava: byl proveden výsadek s krycím názvem Bauxite.
- 1945 – Zástupci šesti arabských zemí založili v Káhiře Ligu arabských států.
- 1995 – Ruský kosmonaut Valerij Poljakov (na obrázku) se po 437 dnech vrátil z orbitální stanice Mir, čímž stanovil dosud trvající rekord pro nepřetržitý pobyt v kosmu.

- Julian Marchlewski (* 1925)